# Dúnia
Dúnia (originalment en francès, Dounia) és una websèrie animada quebequesa de sis episodis de vuit minuts creada per Marya Zarif, dirigida per André Kadi i la mateixa Zarif. Produïda per Tobo, es va estrenar el 7 de desembre de 2020 al lloc web de Télé-Québec. Els vuit capítols es van editar en un únic episodi emès per televisió el 25 de desembre d'aquell any. La versió doblada al català es va estrenar als cinemes el 7 d'octubre de 2022 amb la distribució de Rita & Luca Films, que la va publicar amb diversos curtmetratges sota el títol de Dúnia i altres contes del món.

## Sinopsi
Obligats a abandonar la seva terra natal a Síria, la Dúnia i els seus avis travessen el món a la recerca d'una terra acollidora. Al llarg d'aquest viatge, la Dúnia coneix gent nova i viu moltes aventures. Quan es troba amb una prova que sembla insuperable, la saviesa del vell món ve al seu rescat gràcies a les llavors de comí negre de la seva àvia.

## Repartiment original de veus
- Rahaf Ataya: Dúnia
- Elza Mardirossian: Mouné
- Manuel Tadros: Jeddo Darwich
- Raïa Haidar: Georgette Dabbouss
- Naïm Jeanbart: Abdo
- Marya Zarif, Roula Taalab (cant): Lina
- Mustapha Aramis: Djwann
- Martin Watier: Mathieu Ay
- Anne-Marie Levasseur: Karine Choum
- Salim Hammad: Karim Ahmad
- Natalie Tannous: Bédouine Nisrine
- Houssam Ataya: Sami
- Irlande Côté: Rosalie
- Héléna També-Tahan: nena